# Berlányi Vanda
Berlányi Vanda, Semis Vanda Antónia Ida Verona (Gyéres, 1884. február 19. – Budapest, 1945. március 16.) drámai színésznő.

## Életútja
Semis Gyula és Hidassy Ida leányaként született, Berlányi János miniszteri tanácsos örökbe fogadta. Színészakadémiát végzett, majd 1902-ben a színi pályára lépett Dobó Sándor sátoraljaújhelyi társulatánál. Rövid itt működése után Kolozsvárra hívták meg, ahol tíz esztendőn keresztül a közönség kedvence volt. Az első világháború elején lelépett a pályáról. 1906. augusztus 4-én Budapesten férjhez ment Förstner Tivadar festőművészhez. Leányuk Förstner Vanda. Halálát szívizomelfajulás okozta.

## Filmszerepei
- Leányfurfang (1915) – Éva
- A hadtestparancsnok (1916)
- A kétszívű férfi (1916)
- A peleskei nótárius (1916)
- A szobalány (1916) – az ügyvéd felesége
- Ártatlan vagyok! (1916)
- Fehér éjszakák (1916) – Szergiusz felesége
- Petőfi dalciklus (1916)
- A tanítónő (1917)